# Sông Limpopo
Sông Limpopo bắt nguồn ở nam trung bộ châu Phi, và nhìn chung chảy theo hướng đông tới Ấn Độ Dương. Sông có chiều dài khoảng 1.750 km (1.087 dặm), với một hệ thống thoát nước lưu vực với diện tích 415.000 km vuông. Lưu lượng nước hàng năm trung bình của nó là 170 m³ / giây) ở cửa sông. Limpopo là sông lớn thứ hai ở châu Phi chảy đến Ấn Độ Dương, sau sông Zambezi.
Sông Limpopo chảy trong một vòng cung hoàn hảo, đầu tiên nó chảy díc dắc phía bắc và sau đó về phía đông bắc, sau đó chuyển về phía đông và cuối cùng phía đông nam. Sau đó, nó phục vụ như là một biên giới khoảng 640 km (398 dặm), tách rời Nam Phi về phía Đông Nam từ Botswana phía tây bắc và Zimbabwe ở phía bắc. Có một số thác ghềnh khi sông ra khỏi vách nội địa của Nam Phi. Trong thực tế nơi sông Marico và sông cá sấu nhập vào thì thay đổi tên cho sông Limpopo.
Các chi lưu chính của sông Limpopo, sông Olifants (sông Voi), đóng góp khoảng 1.233 mm3 nước mỗi năm, nhánh sông lớn khác bao gồm sông Shashe, Mzingwane sông, cá sấu sông, Mwenezi sông và Luvuhu sông.
Thành phố cảng của Xai-Xai, Mozambique tọa lạc bên sông này ở gần cửa sông. Dưới đãy Olifants, sông chỉ còn chảy theo hướng ra biển, mặc dù bãi cát ở cửa sông ngăn cản nhiều tàu bè lớn đi vào, ngoại trừ khi thủy triều lên.
Ở góc phía đông bắc của Nam Phi sông làm ranh giới với vườn quốc gia Kruger. Sông nhánh, chẳng hạn như dòng chảy sông Oliphants qua vườn quốc gia này.